# Kosmonautix.cz
Kosmonautix.cz je popularizační web věnující se historii, současnosti a budoucnosti kosmonautiky. Byl založen Dušanem Majerem v roce 2012. Součástí webové stránky je i diskuzní fórum, kde se setkávají fanoušci kosmonautiky. Web pravidelně navštěvovali či navštěvují i známí odborníci na kosmonautiku, přičemž někteří z nich s Kosmonautix.cz pravidelně spolupracují, např. Michal Václavík z České kosmické kanceláře, publicista a popularizátor Tomáš Přibyl, nebo Milan Halousek. Financování bylo zajištěno díky spolupráci Dušana Majera se službou Stream.cz, pro kterou vytvářel pořady Vesmírné výzvy a Dobývání vesmíru. Od ledna 2019 přešel k Mall.tv. Postupně se redakce portálu rozrostla o další autory a denně jsou publikovány dva články a krátké novinky. Články na aktuální témata vznikají nejčastěji souhrnem příspěvků z diskuzního fóra.

## Seriály
Články zveřejňované na Kosmonautix.cz jsou psané přístupnou formou pro laiky. Významné projekty, překlady či medailonky osobností jsou rozepisovány do mnoha seriálů, ve kterých bývá prostor pro málo známé podrobnosti. Dva seriály (Kritické momenty kosmonautiky a Vesmírné osudy) se podařilo vydat knižně. Mezi nejpopulárnější seriály patří:
- Agentura ESA – úspěchy evropské kosmonautiky
- Deník astronautky – zápisky z deníku italské astronautky Samanthy Cristoforettiové
- Gemini – Kosmonautická maturita – program, který umožnil osvojení nezbytných znalostí pro dopravení lidí na Měsíc
- Kosmický šatník – historie skafandrů
- Kosmotýdeník – týdenní souhrn událostí z kosmonautiky
- Kozmická strojovňa – o raketách, kosmických lodích a dalších technických aspektech letů do vesmíru
- Kritické momenty kosmonautiky – seriál popisuje krizové okamžiky, kdy životy astronautů visely na vlásku
- Křesla a pistole – přehled vynálezů a pomůcek pro výstupy do volného kosmu
- Návrat k poslovi bohů - podrobnosti o BepiColombo - evropsko-japonské sondě k Merkuru
- Sága jménem Saljut – dějiny sovětského programu kosmických stanic
- Skylab – laboratoř na nebesích – americká orbitální stanice
- Sojuz – historie legendární kosmické lodi
- Vesmírná architektura – o interiéru kosmických lodí a stanic
- Vesmírné osudy – seriál se věnuje významným osobnostem, které výrazně ovlivnily vývoj kosmonautiky
- Výzkum Venuše – rekapitulace snah o výzkum této zajímavé planety

## Živě a česky
Kosmonautix.cz nabízí živě komentované přenosy startů raket a jiných významných kosmonautických událostí, který doprovází živě psaný komentář, pokud má návštěvník omezené možnosti ve sledování videa z YouTube. Všechna videa jsou následně ke zhlédnutí i v archivu. Nadšení redaktorů je znát nejen ze zanícených komentářů Dušana Majera, ale i z faktu, že jsou živě komentovány i starty raket v brzkých ranních hodinách.

## Ocenění
V dubnu 2014 obdržel blog kosmonautix.cz ocenění na 49. ročníku festivalu Academia Film Olomouc 2014 za populárně vědecký blog.
Kosmonautix byl již mnohokrát nominován do soutěže Křišťálová lupa: 
- 2018 - 8. místo[5]
- 2019 - 6. místo[6]
- 2020 - 5. místo[7]
- 2021 - 6. místo[8]
- 2022 - 7. místo[9]

## Zajímavosti

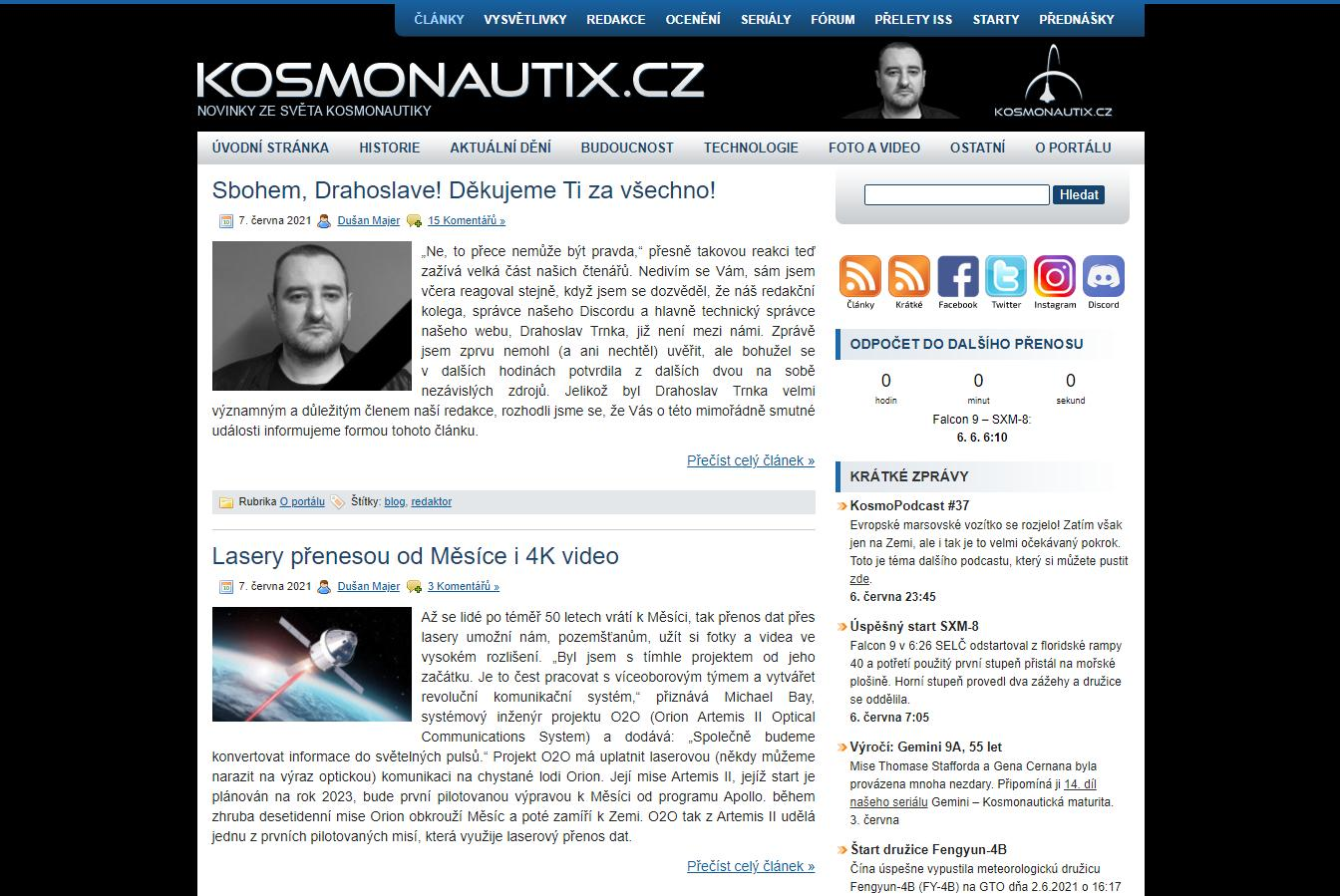
Vzhled webu kosmonautix.cz během smutku dne 7.6.2021

Dne 7.6. 2021 držel web kosmonautix.cz smutek za zesnulého autora Drahoslava Trnku.